# Prundeni
Prundeni est une commune roumaine située dans le județ de Vâlcea.